# Vision Eternel
 (septembre 2023).
La mise en forme du texte ne suit pas les recommandations de Wikipédia : il faut le « wikifier ».
Les points d'amélioration suivants sont les cas les plus fréquents. Le détail des points à revoir est peut-être précisé sur la page de discussion.
- Les titres sont pré-formatés par le logiciel. Ils ne sont ni en capitales, ni en gras.
- Le texte ne doit pas être écrit en capitales (les noms de famille non plus), ni en gras, ni en italique, ni en « petit »…
- Le gras n'est utilisé que pour surligner le titre de l'article dans l'introduction, une seule fois.
- L'italique est rarement utilisé : mots en langue étrangère, titres d'œuvres, noms de bateaux, etc.
- Les citations ne sont pas en italique mais en corps de texte normal. Elles sont entourées par des guillemets français : « et ».
- Les listes à puces sont à éviter, des paragraphes rédigés étant largement préférés. Les tableaux sont à réserver à la présentation de données structurées (résultats, etc.).
- Les appels de note de bas de page (petits chiffres en exposant, introduits par l'outil «  Source ») sont à placer entre la fin de phrase et le point final[comme ça].
- Les liens internes (vers d'autres articles de Wikipédia) sont à choisir avec parcimonie. Créez des liens vers des articles approfondissant le sujet. Les termes génériques sans rapport avec le sujet sont à éviter, ainsi que les répétitions de liens vers un même terme.
- Les liens externes sont à placer uniquement dans une section « Liens externes », à la fin de l'article. Ces liens sont à choisir avec parcimonie suivant les règles définies. Si un lien sert de source à l'article, son insertion dans le texte est à faire par les notes de bas de page.
- La présentation des références doit suivre les conventions bibliographiques. Il est recommandé d'utiliser les modèles {{Ouvrage}}, {{Chapitre}}, {{Article}}, {{Lien web}} et/ou {{Bibliographie}}. Le mode d'édition visuel peut mettre en forme automatiquement les références.
- Insérer une infobox (cadre d'informations à droite) n'est pas obligatoire pour parachever la mise en page.

Pour une aide détaillée, merci de consulter Aide:Wikification.
Si vous pensez que ces points ont été résolus, vous pouvez retirer ce bandeau et améliorer la mise en forme d'un autre article.
Vision Eternel est un groupe rock ambient canadien-américain,,. Originaire d'Edison, New Jersey au États-Unis, le groupe est fondé par le guitariste Alexander Julien en janvier 2007, et déménage ensuite à Montréal, Québec au Canada en juillet 2007,. Le son du groupe a été décrit de différentes façons par les journalistes comme étant un mélange d'ambient,, shoegazing,, post-rock,, drone,, ethereal,, post-black metal,, space rock,, minimaliste,, emo,, dream pop,, dark ambient,, et new age.
Tandis que basé au New Jersey, le groupe comprend également un deuxième guitariste Philip Altobelli; cependant il part avant l'enregistrement du deuxième EP,. Une fois établi au Québec, le groupe s'élargit avec deux nouveaux guitaristes, Nidal Mourad et Adam Kennedy, mais ils partent avant l'enregistrement du troisième EP,.
Le groupe sort son premier EP, Seul dans l'obsession, en 2007, suivi d'un autre EP, Un automne en solitude, en 2008, tous deux enregistrés aux États-Unis et sortis sur le label américain Mortification Records,. En 2009, un album compilation des deux premiers EP, intitulé An Anthology of Past Misfortunes, sort sur le label japonais Frozen Veins Records. En 2010, Vision Eternel contribu la chanson exclusive "Start from the Beginning: The Accident" à la compilation d'artistes différents de Dedicated Records, Great Messengers: Palms,,.
Le groupe signe ensuite avec le label canadien Abridged Pause Recordings,, et produit trois autres EP: Abondance de périls en 2010, The Last Great Torch Song en 2012, et Echoes from Forgotten Hearts en 2015. En 2018, Abridged Pause Recordings sort le coffret An Anthology of Past Misfortunes, qui contient des versions remasterisées de touts les ancients EP du groupe, ainsi qu'une compilation bonus de démos et pièce inédites,,. Le label britannique Fruits de Mer Records sort aussi trois singles du groupe: "Killer of Giants" (une reprise de Ozzy Osbourne) en 2019, "Moments of Absence" en 2020, et "Pièce No. Sept" en 2022,. Le sixième EP du groupe, For Farewell of Nostalgia, est co-publiée en 2020 par le label américain Somewherecold Records , le label néerlandais Geertruida, et Abridged Pause Recordings,.

## Membres
Membres actuels
- Alexander Julien - guitare électrique, guitare acoustique, guitare basse électrique, eBow (depuis 2007)

Anciens membres
- Philip Altobelli – guitare electriqe, guitar classique (2007)
- Nidal Mourad – guitare acoustique (2008)
- Adam Kennedy – guitare electrique (2008)

## Discographie
EP
- 2007 : Seul dans l'obsession
- 2008 : Un automne en solitude
- 2010 : Abondance de périls
- 2012 : The Last Great Torch Song
- 2015 : Echoes from Forgotten Hearts
- 2020 : For Farewell of Nostalgia

Albums compilations
- 2009 : An Anthology of Past Misfortunes (compilation)
- 2018 : An Anthology of Past Misfortunes (coffret)

Singles
- 2007 : "Love Within Narcosis"
- 2008 : "Season in Absence"
- 2010 : "Start from the Beginning: The Accident"
- 2017 : "Pièce No. Trois"
- 2019 : "Killer of Giants"
- 2020 : "Moments of Absence"
- 2022 : "Pièce No. Sept"